# Torneo de Zagreb 2014
El PBZ Zagreb Indoors 2014 es un torneo de tenis que pertenece a la ATP en la categoría de ATP World Tour 250. Será la novena edición del torneo y se disputará del 3 al 9 de febrero de 2014 sobre moqueta en el Dom Sportova en Zagreb, Croacia.

## Distribución de puntos
| Modalidad            | Campeón | Finalista | Semifinales | Cuartos de final | 2ª ronda | 1ª ronda | Clasificados | 2ª ronda de clasificación | 1ª ronda de clasificación |
| Individual masculino | 250     | 165       | 100         | 50               | 25       | 0        | 13           | 7                         | 0                         |
| Dobles masculino     | 250     | 150       | 90          | 45               | 20       | 0        | -            | -                         | -                         |

## Cabeza de serie

### Individuales Masculinos
| Tenista               | Ranking | Preclasificada |
| Tommy Haas            | 12      | 1              |
| Mijaíl Yuzhny         | 14      | 2              |
| Philipp Kohlschreiber | 27      | 3              |
| Ivan Dodig            | 34      | 4              |
| Marin Čilić           | 37      | 5              |
| Lukáš Rosol           | 48      | 6              |
| Radek Štěpánek        | 50      | 7              |
| Igor Sijsling         | 62      | 8              |

- Ranking del 27 de enero de 2014

### Dobles Masculinos
| Tenista                       | Ranking | Preclasificada |
| Ivan Dodig Marcelo Melo       | 11      | 1              |
| Johan Brunström Julian Knowle | 78      | 2              |
| Marin Draganja Mate Pavić     | 115     | 3              |
| Jonathan Erlich Lukáš Rosol   | 136     | 4              |

- Ranking del 27 de enero de 2014

## Campeones

### Individuales masculinos
Marin Čilić venció a  Tommy Haas por 6-3, 6-4.

### Dobles masculinos
Jean-Julien Rojer /  Horia Tecău vencieron a  Philipp Marx /  Michal Mertiňák por 3-6, 6-4, [10-2]